# Africa@home
Africa@home è un sito web che si propone di raccogliere progetti in grado di contribuire alla scoperta di soluzioni ai problemi umanitari africani attraverso progetti di calcolo distribuito.
Partner del progetto sono:
- Centre Universitaire d'Informatique (CUI)
- European Organization for Nuclear Research (CERN)
- International Conference Volunteers (ICV)
- Informaticiens sans Frontières (ISF)
- Swiss Tropical Institute (STI)

Le istituzioni accademiche collegate sono:
- Agence Universitaire de la Francophonie
- University of Bamako
- University Cheikh Anta Diop of Dakar

Sponsor del progetto:
- Geneva International Academic Network (GIAN)

## Progetti

### Malariacontrol.net
Nell'autunno del 2005 un gruppo di studenti hanno creato la prima applicazione per Africa@home con lo scopo di comprendere come la malattia si diffonde tra la popolazione attraverso l'utilizzo di modelli. Questo progetto si chiama Malariacontrol.net ed è ora in fase di testing. I volontari hanno già cominciato a contribuire a questo primo progetto.